# جان آی. میچل
جان آی. میچل (به انگلیسی: John I. Mitchell) سناتور سابق عضو حزب جمهوری‌خواه ایالات متحده آمریکا بود. وی در سال ۱۸۸۱ تا ۱۸۸۷ میلادی سناتور ایالت پنسیلوانیا در سنای ایالات متحده آمریکا بود.